# Antígua e Barbuda nos Jogos Olímpicos de Verão de 2020
Antígua e Barbuda deverá competir nos Jogos Olímpicos de Verão de 2020 em Tóquio. Originalmente programados para ocorrerem de 24 de julho a 9 de agosto de 2020, os Jogos foram adiados para 23 de julho a 8 de agosto de 2021, por causa da pandemia COVID-19. Será a 11ª participação da nação nas Olimpíadas de Verão.

## Competidores
Abaixo está a lista do número de competidores nos Jogos.
| Esporte   | Masculino | Feminino | Total |
| --------- | --------- | -------- | ----- |
| Atletismo | 1         | 1        | 2     |
| Boxe      | 1         | 0        | 1     |
| Natação   | 1         | 1        | 2     |
| Vela      | 0         | 1        | 1     |
| Total     | 3         | 3        | 6     |

## Atletismo
Os seguintes atletas de Antígua e Barbuda conquistaram marcas de qualificação, pela marca direta ou pelo ranking mundial, nos seguintes eventos de pista e campo (até o máximo de três atletas em cada evento):
- Nota– As posições para os eventos de pista são em relação à bateria do atleta
- Q = Qualificado para a próxima fase
- q = Qualificado para a próxima fase como o perdedor mais rápido ou, em eventos de campo, pela posição sem atingir o alvo para qualificação
- NR = Recorde nacional
- N/A = Fase não aplicável para o evento
- Bye = Atleta não precisou disputar aquela fase

Eventos de pista e estrada
| Atleta        | Evento          | Eliminatória | Eliminatória | Quartas-de-final | Quartas-de-final | Semifinal | Semifinal | Final     | Final   |
| Atleta        | Evento          | Resultado    | Posição      | Resultado        | Posição          | Resultado | Posição   | Resultado | Posição |
| ------------- | --------------- | ------------ | ------------ | ---------------- | ---------------- | --------- | --------- | --------- | ------- |
| Cejhae Greene | 100 m masculino | Bye          | Bye          |                  |                  |           |           |           |         |
| Joella Llyod  | 100 m feminino  |              |              |                  |                  |           |           |           |         |

## Boxe
Antígua e Barbuda inscreveu um boxeador para o torneio olímpico de boxe pela primeira vez desde 1988. Com o cancelamento do Torneio Pan-Americano de Qualificação Olímpica de Boxe de 2021 em Buenos Aires, Argentina, Alston Ryan ficou em quinto no ranking da força-tarefa do COI para as Américas na categoria pena, garantindo vaga na equipe de Antígua e Barbuda.
| Atleta      | Evento           | Fase de 32           | Oitavas-de-final     | Quartas-de-final     | Semifinais           | Final                | Final   |
| Atleta      | Evento           | Adversário Resultado | Adversário Resultado | Adversário Resultado | Adversário Resultado | Adversário Resultado | Posição |
| ----------- | ---------------- | -------------------- | -------------------- | -------------------- | -------------------- | -------------------- | ------- |
| Alston Ryan | -57 kg masculino |                      |                      |                      |                      |                      |         |

## Natação
Antígua e Barbuda recebeu um convite de Universalidade da FINA para enviar seus dois nadadores de melhor ranking (um por gênero) para o respectivo evento individual nas Olimpíadas, baseado no Sistema de Pontos da FINA de 28 de junho de 2021.
| Atleta             | Evento                | Eliminatória | Eliminatória | Semifinal | Semifinal | Final | Final   |
| Atleta             | Evento                | Tempo        | Posição      | Tempo     | Posição   | Tempo | Posição |
| ------------------ | --------------------- | ------------ | ------------ | --------- | --------- | ----- | ------- |
| Noah Mascoll-Gomes | 400 m livre masculino |              |              |           |           |       |         |
| Samantha Roberts   | 50 m livre feminino   |              |              |           |           |       |         |

## Vela
Antígua e Barbuda recebeu um convite da Comissão Tripartite para competir na classe Laser Radial, fazendo o retorno da nação ao esporte pela primeira vez em duas décadas.
| Atleta        | Evento                | Regata | Regata | Regata | Regata | Regata | Regata | Regata | Regata | Regata | Regata | Regata | Pontos | Posição |
| Atleta        | Evento                | 1      | 2      | 3      | 4      | 5      | 6      | 7      | 8      | 9      | 10     | M*     | Pontos | Posição |
| ------------- | --------------------- | ------ | ------ | ------ | ------ | ------ | ------ | ------ | ------ | ------ | ------ | ------ | ------ | ------- |
| Jalese Gordon | Laser Radial feminino |        |        |        |        |        |        |        |        |        |        |        |        |         |

M = Regata da medalha; EL = Eliminado – não avançou à regata da medalha